# Zemědělská výrobní oblast

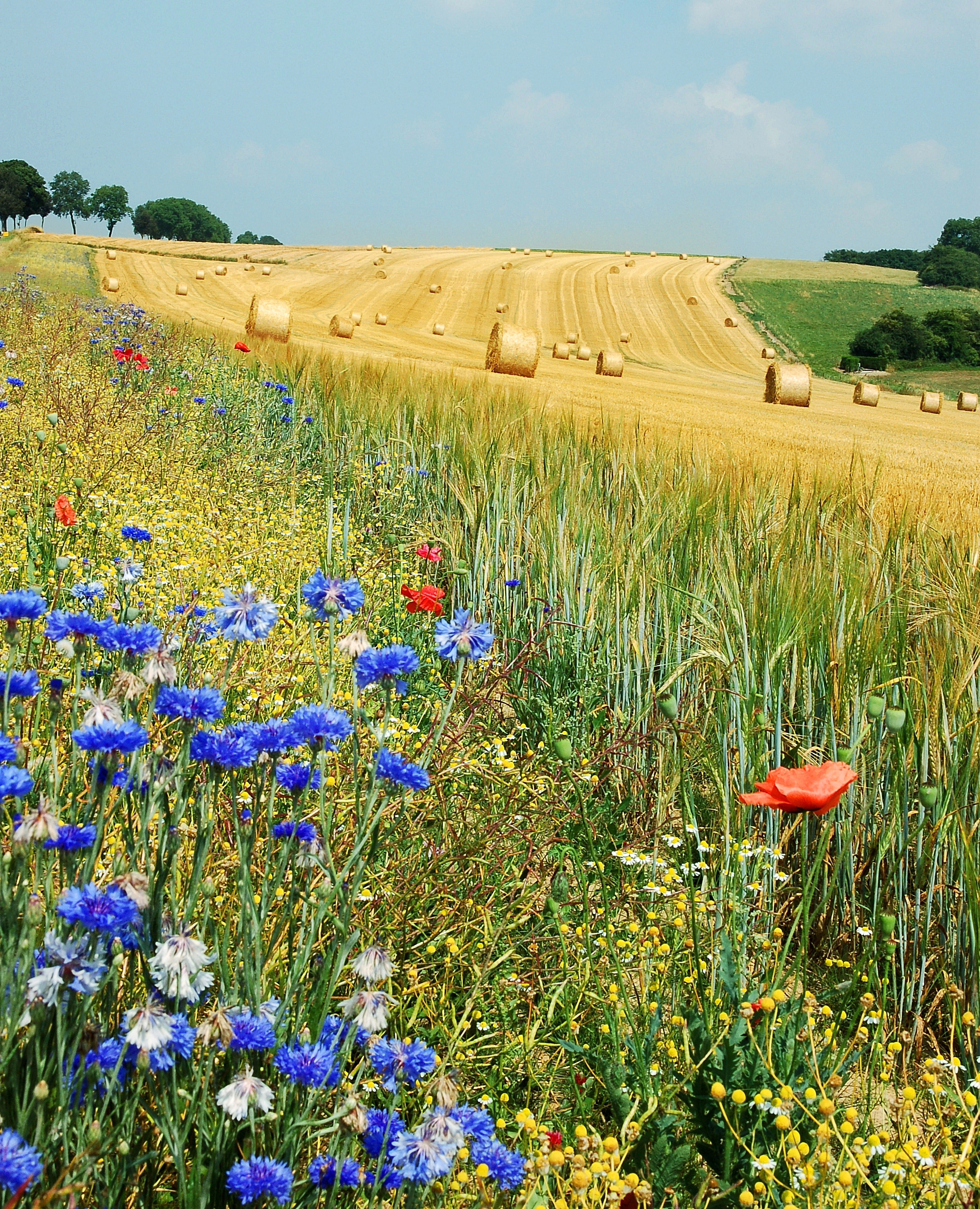
Pole v Belgii.

Zemědělská výrobní oblast je rozdělení území na oblasti podle možností využití oblasti zemědělskou výrobou a na základě přírodních podmínek. Hodnocení zahrnuje oblasti se stejnou nadmořskou výškou, průměrnými ročními teplotami vzduchu, ročním úhrnem dešťových srážek, a odpovídajícími půdními typy.
Pojmy
Rajonizace - vhodné rozmístění zemědělské produkce z hlediska přírodních podmínek
Makrorajonizace - volba příznivých oblastí a stanovišť (týká se druhu)
Mikrorajonizace - umístění na jednotlivé pozemky v krajině (týká se oddrůd)
Původně byla v hodnocena kvalita půd, v dalších rozborech i klima a převládající výroba. Po roce 1918 vznikla kategorizace na výrobní oblasti:
- oblast řepařská
- oblast obilnářská
- oblast obilnářskobramborářská
- oblast pícninářská

V roce 1960 byly rozlišovány v ČR výrobní typ kukuřičný, řepařský, bramborářský a v horských oblastech výrobní typ horských hospodářství. Ty se dále členily na 12 podtypů. V návaznosti na rajonizační rozdělení byla také vypracována soustava zón vhodnosti pro pěstování širokého sortimentu dalších zemědělských plodin, jako jsou ovocné nebo zeleninové druhy.
Ve smyslu rajonizace zemědělských výrobních oblastí hlediska agroekologických a ekonomických předpokladů území byly po roce 2001 vymezeny:
- zemědělská výrobní oblast kukuřičná (K), typ kukuřično-řepařsko-obilnářský
- zemědělská výrobní oblast řepařská (Ř), typ řepařsko-obilnářský
- zemědělská výrobní oblast obilnářská (O), typ obilnářsko-krmivářský
- zemědělská výrobní oblast bramborářská (B), typ bramborářsko-obilnářský
- zemědělská výrobní oblast pícninářská (P), typ pícninářský s rozhodujícím zaměřením na chov skotu

Současnost
Od roku 2003 byly z hlediska agroekologických a ekonomických předpokladů území opět vymezeny čtyři výrobní oblasti a jedenáct podoblastí:
- výrobní oblast kukuřičná (s označením K), typ kukuřično-řepařsko-obilnářský, která se člení na podoblasti K1, K2 a K3
- výrobní oblast řepařská (s označením Ř), typ řepařsko-obilnářský, která se člení na podoblasti Ř1, Ř2, Ř3
- výrobní oblast bramborářská (s označením B), typ bramborářsko-obilnářský, která se člení na podoblasti B1, B2 a B3
- výrobní oblast horská (s označením H), typ pícninářský s rozhodujícím zaměřením na chov skotu, se člení na podoblasti H1 a H2